# Trimurti (Film)
Trimurti (Übersetzung: Dreifaltigkeit/Dreieinigkeit) ist ein Film, entstanden unter der Regie von Mukul Anand. Gedreht wurde er im Jahr 1995 und ist eine indische Filmproduktion.

## Handlung
Satyadevi ist eine ehrliche Polizistin und Mutter zweier Söhne – Shakti und Anand. Schwanger mit dem dritten Kind wird sie vom reichen Kooka Singh einem Satanisten, der bereits ihren Mann erschossen hat, in eine Falle gelockt. Dieser hatte gerade seinen Sohn beerdigt, der durch ihre Hand gestorben war. Er richtet mit ihrer Waffe zwei ihrer Kollegen hin und Satyadevi kommt dadurch wegen Mord für 20 Jahre ins Gefängnis. Dort bekommt sie ihren dritten Sohn – Romy, der ihr TRIMURTI (Dreifaltigkeit) vervollständigt. Sie lässt den beiden älteren Jungen durch ihren Bruder Bhanu Pratap Singh, dem Familienmitglied, das für die Kinder sorgt, ausrichten, sie sei tot und dass sie auf ihren Bruder aufpassen und geschlossen bleiben sollen.
Sensibilisiert durch ihren ausgeprägten Sinn für Verantwortung, versuchen die beiden Jungen den dritten nach den Werten der Mutter zu erziehen, doch die wurden von den beiden unterschiedlich verstanden, was schließlich zum Streit führt und zur Folge hat, dass Anand das Haus verlässt.
Shakti wird ein braver Soldat, auserwählt von der Dorfschönheit, Jyoti. Anand wird ein feiner reicher Mann, mit nicht immer ganz sauberen Geschäften und Romy ein leidenschaftlicher Verehrer von Radha, einem reichen Mädchen, für dessen Familie Romy inakzeptabel ist.
Das Schicksal führt die Brüder, die sich gegenseitig fremd wurden, immer wieder aus unterschiedlichen Gründen zusammen. Dann wird Satyadevi, die für die Jungs totgeglaubte Mutter aus dem Gefängnis entlassen und Kooka hat es so arrangiert, dass Romy sie töten soll um Radha zur Frau zu bekommen …

## Dies und Das
Bei der Dreifaltigkeit (Trimurti) dieses Films handelt es sich nicht um die christliche Auslegung, sondern bedeutet die Dreifaltigkeit der indischen Gottheiten: Brahma-Vishnu-Shiva